# Jodel D140
Die Jodel D140 ist ein Leichtflugzeug des französischen Herstellers Societe Aéronautique Normande. Als Weiterentwicklung der D117 besitzt die D140 mit ihrer Auslegung als freitragender Tiefdecker, stoffbespannten Knickflügeln aus Holz und einem Spornradfahrwerk ein für Jodel-Konstruktionen typisches Erscheinungsbild. Das Flugzeug zeichnet sich durch eine hohe Zuladung im Verhältnis zum Eigengewicht, kurze Start- und Landestrecken sowie eine hohe Reichweite aus.

## Geschichte der Entstehung
Im Jahre 1948 schrieb die französische Regierung einen Konstruktionswettbewerb aus, durch den die Privatfliegerei in Luftsportvereinigungen einen Aufschwung nach dem Zweiten Weltkrieg erhalten sollte. Gegebenenfalls wollte der französische Staat selbst als Auftraggeber auftreten, jedoch in erster Linie ein Flugzeug bereitstellen, welches für Privatflieger und den kommerziellen Betrieb kostengünstig erhältlich sein sollte. Der Wettbewerb beinhaltete mehrere zentrale Forderungen: Das Flugzeug sollte einfach herzustellen sein, damit Vereine sich im Eigenbau selbst Flugzeuge herstellen konnten. Zudem sollte es einfach zu warten und von kurzen Start- und Landebahnen aus nutzbar sein. Ebenfalls sollte das Flugzeug eine gute Rundumsicht bieten. In Anlehnung an diesen Konstruktionswettbewerb schrieb die französische Regierung 1957 erneut einen solchen aus. Dieses Mal sollte das Flugzeug jedoch größer sein, primär aus Metall gefertigt und von einem Motor des französischen Herstellers Potez angetrieben werden. Als Propeller sollte ein Ratier (heute Ratier-Figeac) constant-speed-Propeller zum Einsatz kommen.
Der Flugzeugkonstrukteur Edouard Joly und dessen Schwiegersohn Jean Délémontez waren zum Zeitpunkt der Konstruktionswettbewerbe bereits bekannte Flugzeugkonstrukteure in Frankreich und beschlossen, am Wettbewerb des Jahres 1957 teilzunehmen. Dabei nahmen sie die Hilfe des Firmenmitbegründers der SAN, Lucien Query, in Anspruch. Délémontez erachtete die neuerlich geforderten Konstruktionsmerkmale als zu schwierig und zu kompliziert. Mit Hilfe von Query überzeugte er die französische Regierung davon, dass eine vergrößerte Version der Jodel D117 genauso gut die Anforderungen des Wettbewerbs erfüllen könnte.
Unter diesen Voraussetzungen entstand die vierzehnte Flugzeugkonstruktion von Joly und Délémontez. Die Namensbezeichnung leitet sich aus diesen Randbedingungen ab. Die Anfangsbuchstaben der Nachnamen der Konstrukteure Joly und Délémontez verleihen dem Muster den Namen Jodel, die vierzehnte Konstruktion die Nummer 140.
Der Erstflug fand am 4. Juli 1958 statt, gefolgt von der Musterzulassung im selben Jahr. Die Jodel D140 erreichte die geforderten Leistungen des Wettbewerbs mit geringerer Leistung als gefordert und mit Festpropeller und gewann den Wettbewerb. Trotz des unerwarteten Todes Querys durch Herzversagen und eines Brandes in der Produktionsstätte auf dem Flugplatz Bernay – Saint-Martin wurde die Produktion unter der Leitung der Ehefrau von Query fortgesetzt, da die Auftragsbücher bereits gefüllt waren.
Der Hersteller erholte sich von diesen Rückschlägen jedoch nie vollständig und musste 1968 Konkurs anmelden. Nach dem Konkurs erwarb Avions Mudry die Betriebsmittel. Dort wurden noch ca. 40 Exemplare der D140 gefertigt.

## Konstruktion und Besonderheiten

Jodel D140C mit geöffnetem Einstieg, Gepäckfächern und Wartungszugängen

Beladungshinweis im hinteren Gepäckraum einer D140

Der deutsche Generalimporteur der Jodel D140, SM Nitzsche, schreibt 1960 in der „2. Auflage Betriebshandbuch Jodel D.140“ folgende Einleitung im Hinblick auf die Konstruktion:
Die Jodel D.140 ist eine Weiterentwicklung der von AVIONS JODEL in Beaune/Burgund 1949 konstruierten JODEL CLUB. Unter Beibehaltung der zwischenzeitlich in über 1500 Exemplaren bewährten Grundkonzeption werden bei diesen Typ aufgrund jahrelanger Gebrauchserfahrung Verbesserungen angebracht, die sehr hohen Ansprüchen was Reiseflug, Nutzflug und Vereinsschulung anbetrifft, Rechnung getragen. Insbesondere ist bei Verwendung des 180 PS LYCOMING Motores das höchstzulässige Fluggewicht von 1.200 kg bei einer Sitzplatzzahl von 4/5 Sitzen und die Zuladungsmöglichkeit von 600 kg bei einem Leergewicht von 600 kg zu vermerken.
Die hohe Zuladung von 600 kg, insbesondere im Hinblick auf das annähernd gleiche Leergewicht des Flugzeugs ist in der allgemeinen Luftfahrt ungewöhnlich. Zum Vergleich: Die weit verbreitete Cessna 172 hat ein Leergewicht von rund 815 kg und eine maximale Startmasse von 1198 kg. Daraus ergibt sich eine Zuladung von 383 kg. Bei einer Treibstoffkapazität von rund 200 Litern (ca. 150 kg) bleibt eine Zuladung von rund 230 kg für Pilot, Passagiere und Gepäck.
Bei gleicher Treibstoffmenge von 150 kg, bleiben in der Jodel D140 rund 450 kg für Pilot, Passagiere und Gepäck. Ein Flug mit vollen Tanks, vier Personen und Gepäck ist mit der D140 möglich. Mit einer Cessna 172 muss eine Entscheidung zwischen Kraftstoffmenge und Passagierzahl getroffen werden, um die maximale Startmasse gegebenenfalls nicht zu überschreiten.

### Flugwerk
Das Flugwerk ist in seiner Gesamtheit aus Okumè-Birkensperrholz in Holzbauweise hergestellt. Es ist vollständig mit „tropfenfester“ Konservierung versehen.

### Rumpf

Blick Richtung Seitenruder im Rumpfinneren einer D140

Der Rumpf ist ebenfalls in Holzbauweise gefertigt und sperrholzbeplankt. Die Sitze sind hintereinander und nebeneinander angeordnet, wobei die Kabinenbreite 1,25 m beträgt. Unter dem hinteren Sitz befindet sich ein 120 Liter fassender Kraftstofftank, zwischen Instrumentenbrett und Brandschott ein weiterer 90 Liter fassender Kraftstofftank. Im hinteren Teil des Rumpfs befindet sich ein großer Gepäckraum, der zum Einbau einer Trage für eine verletzte Person geeignet ist. Dieser Gepäckraum darf mit bis zu 90 kg beladen werden. Zwischen Instrumentenbrett und Brandschott ist ein weiterer Gepäckraum der, je nach Ausstattung, einen optionalen 45-Liter-Kraftstofftank beherbergt. Der vordere Gepäckraum darf mit bis zu 60 kg beladen werden. Alle Klappen für Gepäckraum, Motorraum und Einstieg werden nach oben geöffnet.

### Tragfläche
Die Tragfläche verfügt über einen durchgehenden Holm in Kastenbauweise. Der Holm nimmt die Rumpfanschlüsse, die Steuerung, die Federbeine und die vorderen Sitze auf. Die Tragfläche ist im Profil NACA 23011 ausgeführt und verfügt über Landeklappen. Durch die Landeklappen sind steile Gleitflüge bis 30° Bahnneigung ohne Geschwindigkeitszunahme möglich. Die Tragfläche ist in einen Mittelteil und die Außenflügel unterteilt. Die Außenflügel sind, für Jodel Flugzeuge charakteristisch, geknickt. Diese Konstruktionsweise beinhaltet zwei Vorteile:
1. Der Mittelteil kann durch gleichbleibende Geometrie ohne Schränkung in einem Stück gefertigt werden.
2. Die V-Stellung der Außenflügel bietet eine hohe Querstabilität und durch ihre Schränkung reißt die Strömung noch nicht ab, wenn der kritische Anstellwinkel am Mittelflügel bereits erreicht ist.

Durch diese konstruktiven Maßnahmen bleibt die Steuerung um die Längsachse mittels Querruder auch im Sackflug noch eingeschränkt erhalten. Selbst im Sackflug sind gesteuerte Kurvenflüge möglich.

### Leitwerk
Je nach Ausführung der D140 verfügt das Flugzeug über ein spitzes oder ein vergrößertes Seitenleitwerk (siehe dazu Versionen). Eine Rückholvorrichtung sorgt dafür, dass auf eine Betätigung des Seitenruders im Fluge weitgehend verzichtet werden kann. Die Flossen von Höhen- und Seitenruder sind mit Sperrholz beplankt, während die Ruder stoffbespannt sind. Die Höhenrudertrimmung erfolgt über ein Flettner-Ruder und alle Ruder sind vollständig gewichtsausgeglichen.

### Fahrwerk
Das Fahrwerk ist ein festes, aerodynamisch verkleidetes Fahrwerk in Spornradanordnung. Das Hauptfahrwerk ist am Holm befestigt und ist in zwei Teleskopfederbeinen mit Öldruckbremse ausgeführt. Die Bremse kann als Parkbremse für beide Räder des Hauptfahrwerks gleichzeitig betätigt werden. Ursprünglich als Trommelbremse ausgeführt, kann das Fahrwerk heute auf Scheibenbremsen umgerüstet werden. Die Räder sind Ballonreifen in den Abmessungen 500×150. Das luftbereifte Spornrad ist mit dem Seitenruder gekoppelt.

### Steuerung

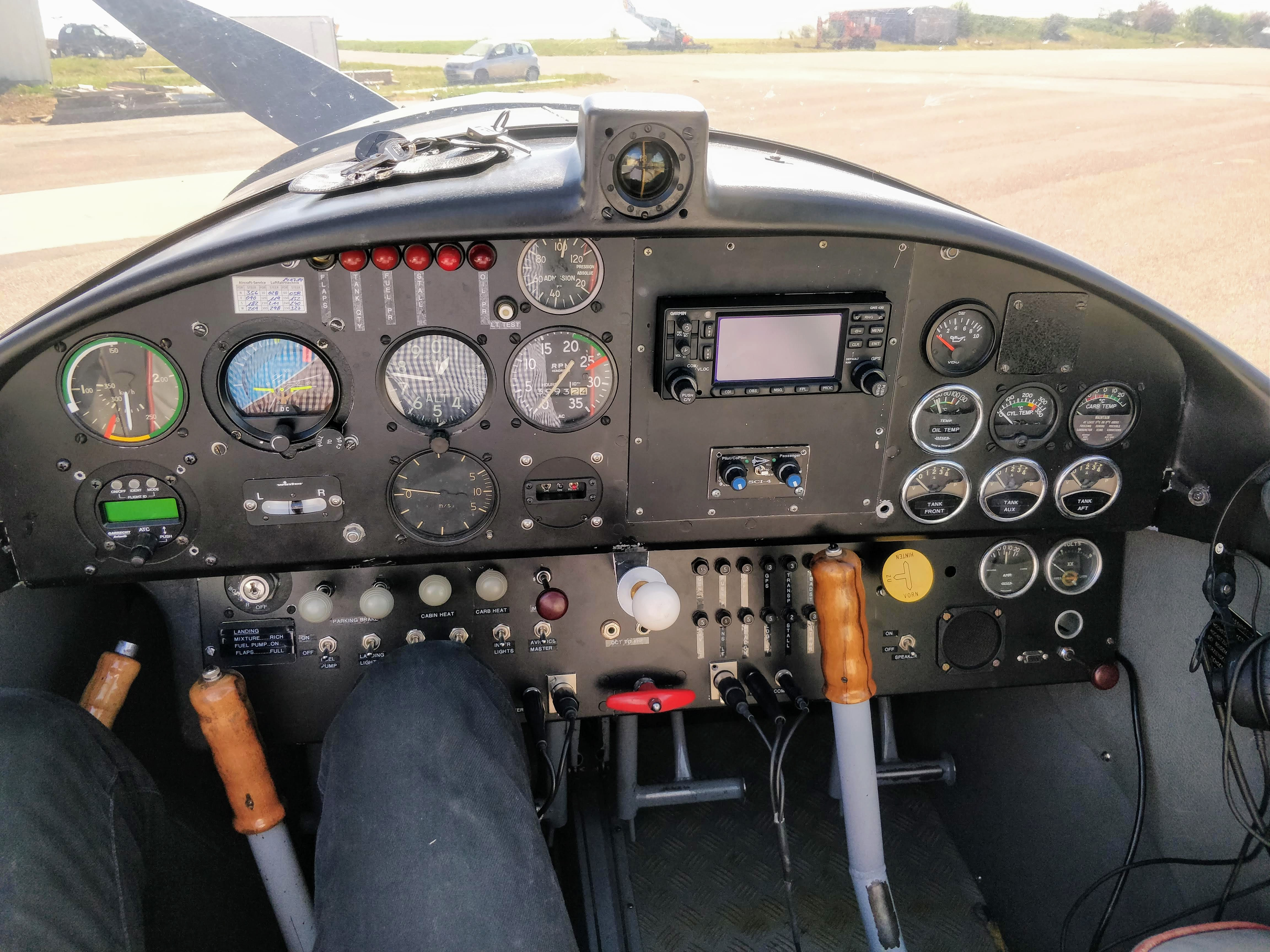
Cockpit einer D140. Gut erkennbar: Doppelknüppelsteuerung. Graue Hebel links unten: Parkbremsenbetätigung.

Die Steuerung ist als Knüppeldoppelsteuerung ausgeführt. Über Steuerseile mit einem Durchmesser von 5 mm werden die Ruder über Umlenkrollen angesteuert. Um die Seilspannung der Steuerseile einstellen zu können, sind insgesamt sieben Spannschlösser in der Steuerung verbaut.

## Versionen
Während die Zulassung des Flugzeugs in Frankreich bereits 1958 stattfand, wurde das Grundmuster Jodel D140 erst am 25. Oktober 1960 auf Antrag von K. H. Nitzsche aus Neuburg an der Donau in Deutschland zugelassen. In den darauffolgenden Jahren wurde das zugehörige Gerätekennblatt des Luftfahrt-Bundesamtes um die Versionen A–E erweitert. Daraus gehen folgende Unterschiede der Versionen hervor:

### Jodel D140 „Mousquetaire“

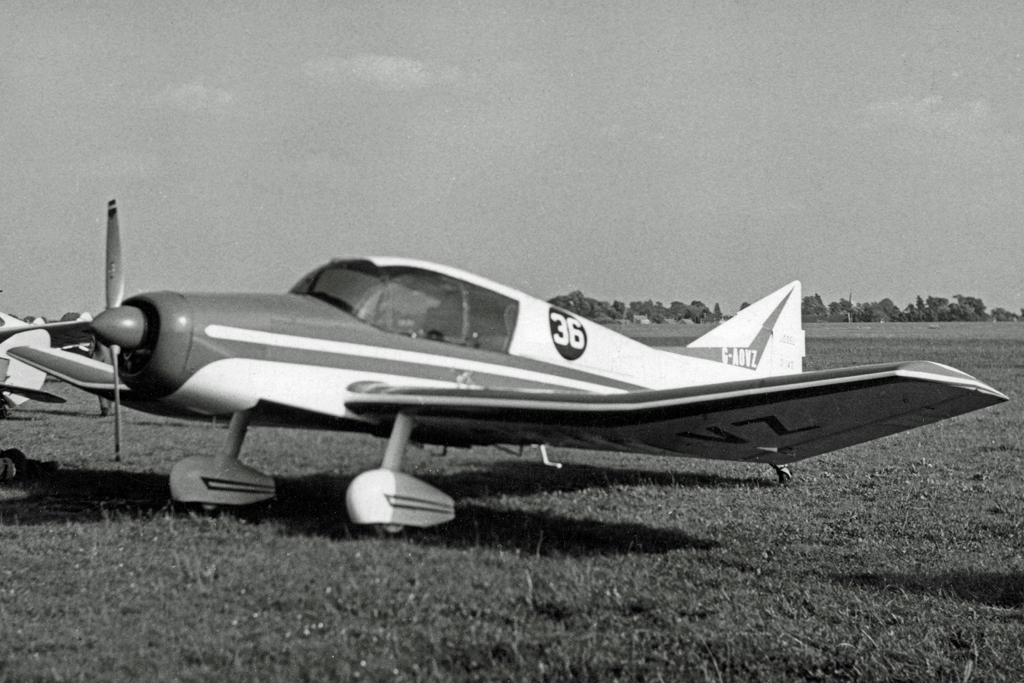
Eine D140 aufgenommen im Jahre 1960

Die Ausgangsversion wurde im Oktober 1960 in Deutschland zugelassen und verfügte über das dreieckige Seitenleitwerk. Es wurden drei Motorvarianten der Lycoming-O-360-Familie mit insgesamt zehn möglichen Propelleroptionen genannt. Die Ausgangsversion wurde mit 320 km/h als zulässige Höchstgeschwindigkeit angegeben, die höchstzulässige Reisegeschwindigkeit mit 265 km/h. Die höchstzulässige Geschwindigkeit für das Setzen der Landeklappen wurde mit 150 km/h angegeben.

### Jodel D140A „Mousquetaire“
Die Version A unterschied sich im Hinblick auf die höchstzulässigen Geschwindigkeiten, auch für den Reiseflug, wurde um 30 bzw. 5 km/h herabgesetzt. Die höchstzulässige Geschwindigkeit für das Setzen der Landeklappen wurde um 5 km/h erhöht. Zusätzlich wurde eine verbesserte statische Druckmessanlage verbaut. Sie wurde am 15. April 1961 in Deutschland zugelassen.

### Jodel D140B „Mousquetaire II“
Die Version B erhielt zusätzlich zur verbesserten statischen Druckmessanlage eine Verstellung für die Seitenruderpedale und die Bremsbetätigung und eine Kabinenheizung, die mit einer Veränderung der Motorverkleidung einher ging. Die Version erhielt die Zulassung am gleichen Tage wie die Version A.

### Jodel D140C „Mousquetaire III“

Eine D140C mit einigen geöffneten Klappen

Die Version C unterschied sich von der Version B durch das vergrößerte und nun viereckige Seitenleitwerk und geänderte Querruder mit Friese-Nase. Die Zulassung erfolgte am 2. Juni 1966.

### Jodel D140E „Abeille“

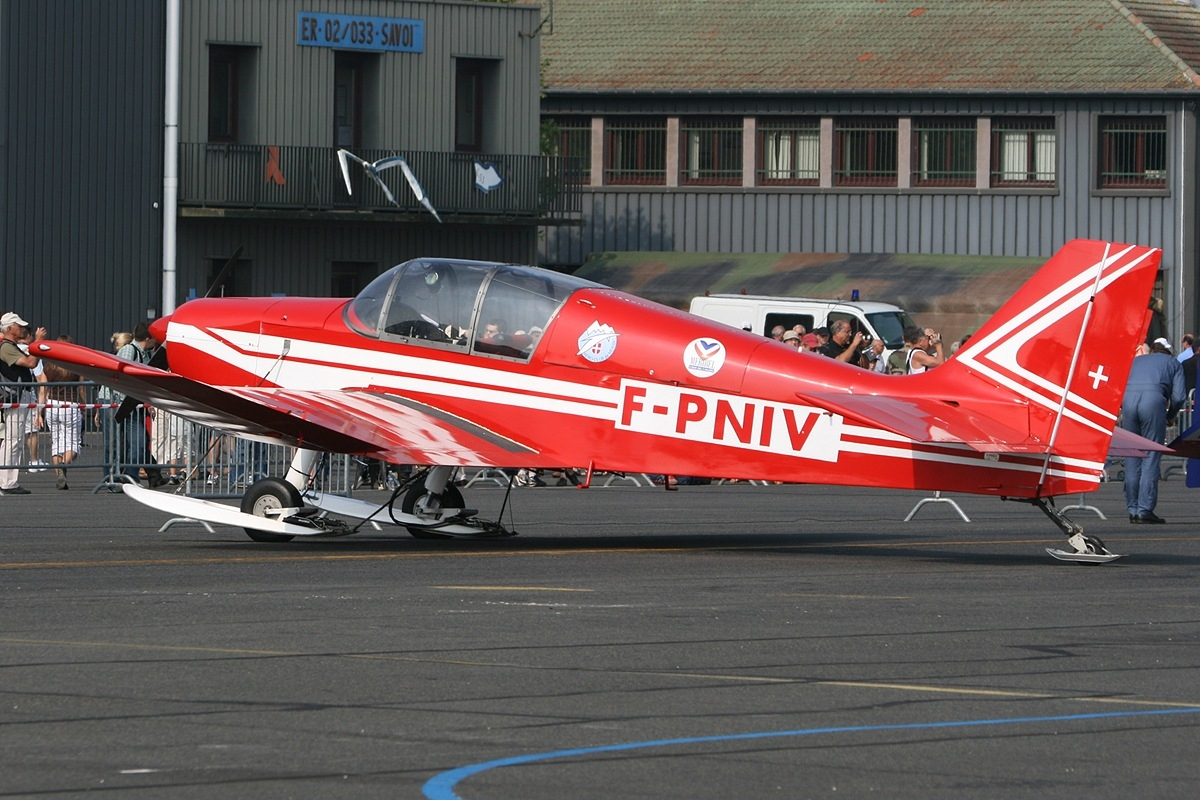
Eine „Abeille“ mit Skiern für den Einsatz im Schnee.

Die Version E wurde am 15. September 1967 zugelassen. Sie unterscheidet sich von den Vorgängerversionen durch eine geänderte Verglasung mit besserer Rundumsicht und Gewichtsreduktion für bessere Schleppeigenschaften.

### Jodel D140R „Remorqueur“
Die Version R ist eine Weiterentwicklung der Version E, wobei die Kanzel verkleinert und der Rumpfrücken abgeflacht wurde.

## Nutzung
Der erste zugelassene Prototyp (Luftfahrzeugkennzeichen F-BIZE) wurde am 8. Juli 1958 von Lucien Querey geflogen. Insgesamt wurden von 1958 bis 1966 195 Flugzeuge produziert. Das französische Militär setzte viele der Flugzeuge zu Ausbildungszwecken und als Verbindungs- und Sanitätsflugzeug ein. Der ebenfalls angebotene Bausatz konnte in etwa 3500 Arbeitsstunden zu einem zulassungsfähigen Amateurbau zusammengesetzt werden. Wie viele Maschinen so entstanden sind, ist nicht bekannt.
Die Mousquetaire wurde von der französischen Armee als Luftschlepper für Flugziele oder von Luftsportvereinen als Schleppflugzeug für Segelflugzeuge benutzt. Ende 1964 verlangte ein Oberst der französischen Truppen, ihm ein Fluggerät zu konstruieren, das besser für diese besondere Benutzung des Schleppens angepasst ist. So entstand im Jahre 1965 die Variante D140 „Abeille“ (die „Biene“). Die D140 „Abeille“ zeichnet sich durch ein geringeres Gewicht, eine flachere Fluggastkabine mit verbesserter Rundumsicht und den Wegfall des ausgedehnten Gepäckraumes aus. Die „Abeille“, die nur in 22 Exemplaren produziert wurde, wird dank ihrer guten Übersichtlichkeit und der sehr guten Steigrate gerne in den Bergen geflogen. Optional konnte die D140 auch am Hauptfahrwerk mit Kufen für schneebedeckte Start- und Landebahnen ausgerüstet werden.

## Heutige Bedeutung
Die Jodel D140 wird heute gerne für Flüge in Gebirgen eingesetzt. Dabei werden einige Flugzeuge sogar kommerziell betrieben. Die D140 eignet sich für Privatpiloten hervorragend als Reiseflugzeug, da sie über eine hohe Zuladung und eine Reichweite von rund 1000 km verfügt. Durch die stabilen Flugeigenschaften können auch lange Flüge leicht ohne Autopiloten durchgeführt werden. Die Konstruktion als Spornradflugzeug birgt aber auch eine erhöhte Empfindlichkeit bei Seitenwind. Aufgrund der geringen Stückzahl sind Jodel D140 heute seltener am Gebrauchtflugzeugmarkt anzutreffen.

## Technische Daten
| Kenngröße                     | Daten D140 B und C                                                               |
| ----------------------------- | -------------------------------------------------------------------------------- |
| Besatzung                     | 1                                                                                |
| Passagiere                    | 3–4                                                                              |
| Länge                         | 7,92 m                                                                           |
| Spannweite                    | 10,27 m                                                                          |
| Höhe                          | 2,13 m                                                                           |
| Flügelfläche                  | 18,50 m²                                                                         |
| Flügelstreckung               | 5,7                                                                              |
| Leermasse                     | 660 kg (D140E „Abeille“: 610 kg)                                                 |
| max. Startmasse               | 1200 kg                                                                          |
| max. Sturzfluggeschwindigkeit | 290 km/h                                                                         |
| Reisegeschwindigkeit          | 230 km/h                                                                         |
| Höchstgeschwindigkeit         | 240 km/h                                                                         |
| Landegeschwindigkeit          | 115 km/h                                                                         |
| kritische Geschwindigkeit     | 85 km/h                                                                          |
| Steigrate                     | 3,6–4,0 m/s (D140E „Abeille“: 4,0–4,5 m/s)                                       |
| Dienstgipfelhöhe              |                                                                                  |
| Reichweite                    | ≈1000 km                                                                         |
| Triebwerke                    | 1 × Lycoming O-360 A1A oder 1 × Lycoming O-360 A2A oder 1 × Lycoming IO-360 B2F6 |
| Leistung                      | 132 kW (180 PS)                                                                  |